# ناوشکن کلاس گلیوز
ناوشکن کلاس گلیوز (به انگلیسی: Gleaves-class destroyer) یک کلاس از کشتی است که طول آن ۳۴۸ فوت ۳ اینچ (۱۰۶٫۱۵ متر) می‌باشد.